# Duchcov
Duchcov là một thị trấn thuộc huyện Teplice, Tỉnh Ústecký, Cộng hòa Séc. Có khảng 8400 cư dân, nằm cách thành Phố Teplice khoảng 7km về phía tây.